# با قدرت خودت زندگی کن
با قدرت خودت زندگی کن (به کره‌ای: 내 물건이 너의 집에 남아있다면 헤어진 게 아니다) نام فیلمی کوتاه و عاشقانه با اسپانسری لانکوم است که از جمله بازیگران آن می‌توان به سفیر برند آن‌ها، به سوزی و بازیگر تازه‌کار نام یون سو اشاره کرد. این دومین پروژه مشترک نام یون سو و سوزی است آن‌ها برای اولین بار در کلیپ ویدیویی پروژه Epitone با عنوان «عشق اول» گرد هم آمدند.
این فیلم توسط کیم جی وون کارگردانی شده است که از آثار موفق او می‌توان به داستان دو خواهر، زندگی تلخ و شیرین، خوب، بد، عجیب و من شیطان را دیدم اشاره کرد. نکته جالب اینجا است که داستان این فیلم کوتاه "با قدرت خود زندگی کن" از چندین قسمت از رمان گرفته شده است که به سوزی خودش آن را نوشته است.

## خلاصه داستان
«با قدرت خود زندگی کن» داستان زوجی است که مدت‌ها در رابطه بوده‌اند و درگیری‌های مختلفی را تجربه می‌کنند. پس از شروع مشاجرات مختلف، آنها تصمیم به جدایی گرفتند.این دو نفر به جای خوشبختی پس از جدایی ناامید شدند. با این حال، چون آن‌ها نمی‌خواهند به زمین خوردن ادامه دهند، تصمیم می‌گیرند بلند شوند و با اطمینان بیشتری زندگی خود را ادامه دهند.

## بازیگران
- به سوزی در نقش سوزی
- نام یون سو در نقش ته مین

## پخش
- اولین بار فیلم «با قدرت خود زندگی کن» در تاریخ ۴ سپتامبر ۲۰۲۰ از طریق سایت تلویزیون کاکائو پخش شد.[۱]
- فیلم کره‌ای «با قدرت خود زندگی کن» با زیرنویس انگلیسی یا اندونزیایی از طریق سایت‌های رسمی دیگر مانند آی‌چی‌یی یا ویکی نیز می‌توان تماشا کرد.[۱]